# Banco de México
El Banco de México (Banxico) es uno de los órganos constitucionales autónomos de México con funciones de banco central.El Banco de México tiene el objetivo prioritario de preservar el valor de la moneda nacional a lo largo del tiempo y, de esta forma, contribuir a mejorar el bienestar económico de los mexicanos. Para ello sus funciones incluyen, regular la emisión y circulación del peso mexicano, moneda nacional producida por la casa de moneda; operar como respaldo de las instituciones de crédito a manera de última instancia de reserva; moderar en la libre fluctuación de los tipos de cambio del peso frente al resto de divisas del mundo; establecer las tasas de interés en el manejo de las operaciones crediticias; asesorar a las Secretarías de Hacienda y Economía en el diseño de sus respectivas políticas públicas, especialmente en el aspecto financiero; representar al país ante los organismos financieros internacionales; y ser depositario, a la vez de administrador, de los fondos de estabilización petrolera y las reservas internacionales, facultad que debe garantizar la rectoría del estado en la economía nacional.
Fue fundado por decreto como sociedad anónima el 25 de agosto de 1925 por el presidente Plutarco Elías Calles e inició operaciones el 1 de septiembre de ese año, bajo la Dirección General de Alberto Mascareñas Navarro y el primer Presidente del Consejo, Manuel Gómez Morín. Desde abril de 1994, por mandato constitucional, el Banco de México es una institución autónoma. La Constitución Política de los Estados Unidos Mexicanos, en su artículo 28, dispone que «el Estado tendrá un banco central que será autónomo en el ejercicio de sus funciones y en su administración, por lo que no es una dependencia o entidad de la Administración Pública Federal».
Desde febrero de 2025, la Junta de Gobierno se encuentra integrada por Victoria Rodríguez Ceja como gobernadora; José Gabriel Cuadra García, Jonathan Heath Constable, Galia Borja Gómez y Omar Mejía Castelazo como subgobernadores.

## Finalidades y funciones del Banco de México

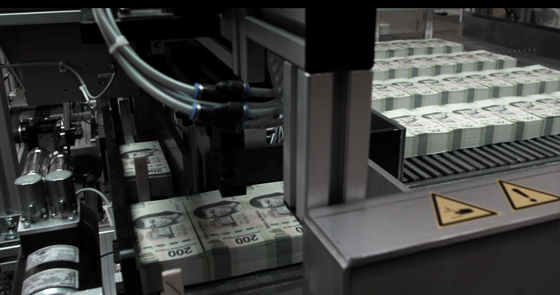
Alimentación de billete

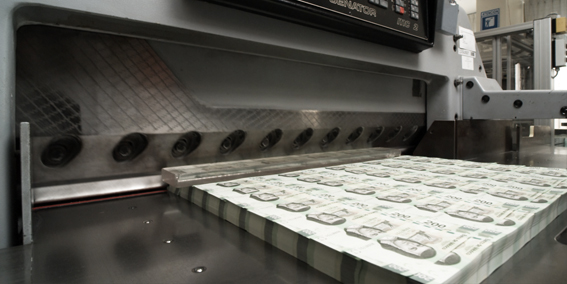
Guillotina

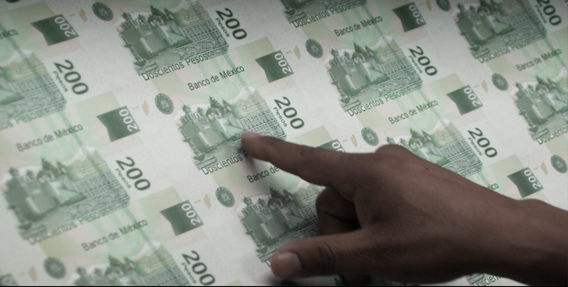
Revisión visual

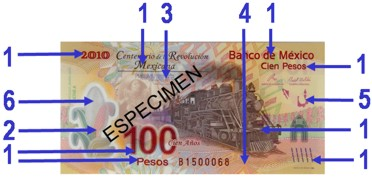
Elementos de seguridad del billete conmemorativo de 100 pesos: 1. Impresión con relieve (intaglio), 2. Elemento que cambia de color, 3. Textos microimpresos, 4. Fondos lineales, 5. Registro perfecto, 6. Ventana transparente. Polímero y fluorescencia.

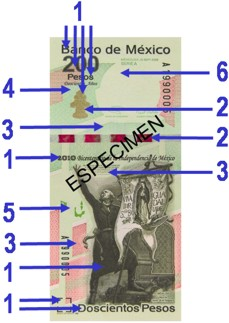
Elementos de seguridad del billete conmemorativo de 200 pesos: 1. Impresión con relieve (intaglio), 2. Elemento que cambia de color, 3. Textos microimpresos, 4. Fondos lineales, 5. Registro perfecto, 6. Marca de agua. Papel de algodón y fluorescencia.

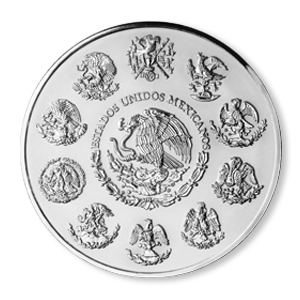
Reverso de una moneda Libertad de plata

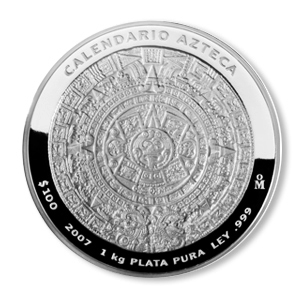
Reverso de una moneda de plata de 100 pesos, que muestra el calendario azteca.

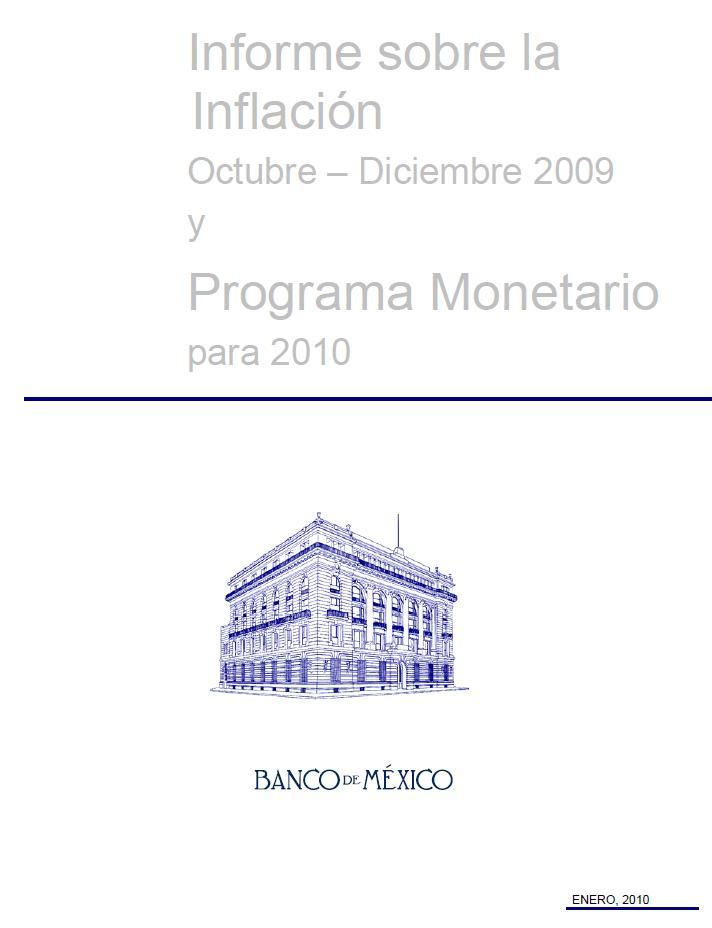
Informe trimestral sobre la inflación

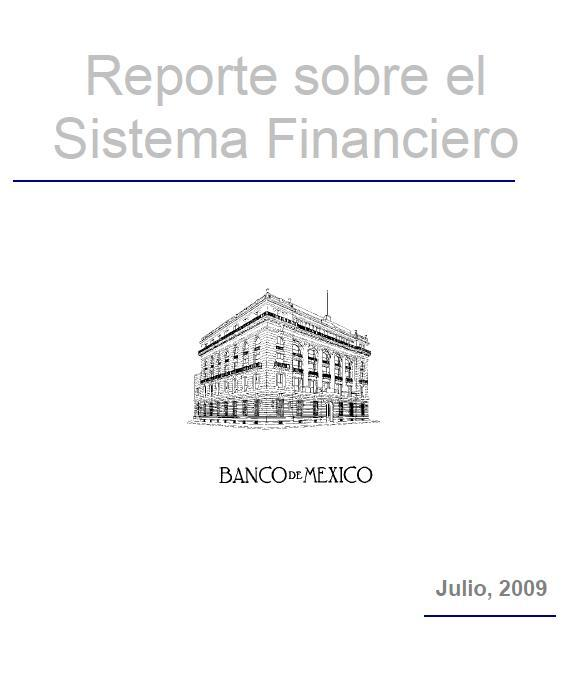
Reporte sobre el sistema financiero

Las finalidades sustantivas del Banco de México son proveer a la economía del país de moneda nacional (el peso mexicano), instrumentar la política monetaria con el objetivo prioritario de procurar la estabilidad del poder adquisitivo de la moneda nacional, promover el sano desarrollo del sistema financiero y propiciar el buen funcionamiento de los sistemas de pago.
El Banco de México, de acuerdo con su Ley Orgánica, también tiene las funciones de: prestar servicios de tesorería al gobierno federal y actuar como agente financiero del mismo, fungir como asesor del gobierno federal en materia económica y, particularmente, financiera; participar en el Fondo Monetario Internacional y en otros organismos de cooperación financiera internacional o que agrupen a bancos centrales, y operar con bancos centrales y con otras personas morales extranjeras que ejerzan funciones de autoridad en materia financiera.[cita requerida]

### Provisión de moneda
Una de las finalidades principales del Banco de México es proveer al país de moneda nacional. Al igual que cualquier banco central moderno, cuenta con la facultad exclusiva de emitir papel moneda y de regular la cantidad de billetes y monedas en circulación.[cita requerida]
La Casa de Moneda de México es una entidad separada del Banco de México, dependiente de la Secretaría de Hacienda y Crédito Público, y es responsable de fabricar las monedas en las cantidades y denominaciones que requiere el público para efectuar sus transacciones. El Banco de México, por su parte, es responsable del diseño y producción de los billetes, asegurándose que haya una cantidad suficiente en circulación y que sean auténticos mediante la incorporación de características de seguridad.[cita requerida]
En la actualidad, los individuos utilizan dinero en efectivo y otras nuevas formas de dinero para llevar a cabo sus transacciones cotidianas. Aun con las innovaciones asociadas con las tarjetas de débito, las tarjetas de crédito y otras formas de pago electrónico, un alto porcentaje de la población utiliza intensivamente los billetes y monedas en sus operaciones cotidianas.[cita requerida]
Millones de nuevas notas son producidas por el Banco de México cada año con el fin de reemplazar las que están en mal estado o aquellas que por su desgaste ya no son aptas para circulación. El Banco de México cuenta con seis cajeros regionales en varias localidades del país, los cuales desempeñan un papel trascendental en la distribución de efectivo en todo el país.[cita requerida]
La cantidad producida se determina con base en la cantidad de billetes (y monedas) que necesitan los individuos para realizar sus transacciones. Esta demanda de circulante generalmente se eleva en Navidad, en los períodos vacacionales, en las quincenas e incluso varía dependiendo del día de la semana, de los días feriados o puentes.[cita requerida]
Para proteger la confianza en la moneda, el Banco de México busca prevenir la falsificación de los billetes, incorporándoles sofisticadas características de seguridad y dándolas a conocer a la población mediante campañas de difusión. Si bien la cantidad de billetes falsos como porcentaje del total en circulación es uno de los más bajos del mundo, recientemente se ha observado una tendencia ascendente, especialmente en los billetes de mayor denominación. Por esta razón, el Banco de México utiliza tecnología de punta en el diseño y la fabricación de los billetes. Por ejemplo, el uso de nuevos materiales como el polímero, aunado a las nuevas características de seguridad de los billetes, han resultado sumamente efectivos para combatir la falsificación.
Por lo que hace a la fabricación de monedas, el Banco de México busca promover los valores patrios y la identidad nacional con la emisión de billetes y monedas conmemorativos, por ejemplo, las monedas conmemorativas de los Estados de la República, las monedas de 5 pesos alusivas a personajes de la independencia y la revolución, los billetes conmemorativos del centenario de la revolución mexicana y del bicentenario de la independencia mexicana. Asimismo, el Banco de México comercializa monedas en metales finos como el oro y la plata que han merecido de reconocimiento a nivel mundial. Un ejemplo reciente es la distinción a la Moneda Azteca de 1 kg de plata como la moneda más bella del mundo. Estas monedas tienen una gran demanda en los mercados numismáticos y representan una fuente adicional de ingresos para la economía nacional.

### La estabilidad de precios
Una de las funciones principales de la Junta de Gobierno del Banco de México es la de formular la política monetaria del país. El criterio rector en la conducción de la política monetaria que instrumenta el Banco de México es el de procurar la estabilidad del poder adquisitivo de la moneda nacional. En otras palabras, cuidar que el valor de la moneda no se vea erosionado por aumentos sostenidos de los precios.

#### La inflación y sus males
La inflación se refiere a un aumento sostenido y generalizado de los precios de los bienes y servicios. Este fenómeno se produce cuando la demanda o gasto agregado de las familias y las empresas, tanto nacionales como de extranjeros, excede a la capacidad del aparato productivo nacional para generar bienes y servicios.Adicional a lo anterior, la causa real del alza generalizada en los precios es por un exceso en la cantidad ofertada de dinero
En los últimos 10 años, las acciones de política monetaria del Banco de México han logrado que la inflación sea relativamente baja y estable. Sin embargo, este no siempre fue así. En ocasiones la inflación puede salirse de control. Baste recordar que, de 1970 a 2000, México experimentó tasas de inflación y tasas de interés altas y fluctuantes. Hacia finales de 1987, la inflación alcanzó niveles de hasta 159% y las tasas de interés se elevaron hasta 180%. Estos episodios de inflación alta y fluctuante estuvieron asociados con las crisis económicas y financieras que el país padeció con una periodicidad casi sexenal entre 1970 y mediados de la década de los noventa. A lo largo de dicho periodo, el desempeño económico de México ha dejado mucho que desear en términos de crecimiento económico, creación de empleos permanentes y bien remunerados, distribución del ingreso y elevación de la calidad de vida y bienestar de la población.
La lucha contra la inflación no es obsesión ni es un capricho. La experiencia de México y de otros países ha demostrado que una inflación elevada se asocia, en el mejor de los casos, con un desempeño ineficiente de la economía. Y un mal desempeño económico tiene una clara dimensión social; un mal desempeño económico significa menos oportunidades de empleo, significa aumento de la pobreza, significa agravar la distribución del ingreso.
La razón principal es la incertidumbre que se genera por un entorno de inestabilidad. En un contexto de inflación, no todos los precios se ajustan al mismo ritmo. Unos aumentan más rápido que otros debido a las prácticas de fijación de precios. Esto crea distorsiones serias en la eficiente asignación de los recursos productivos entre sus posibles usos. Además, la inflación tiende a ser más volátil cuando es elevada. En estas circunstancias, las tasas de interés tienden a elevarse tanto en términos reales como nominales. Esto es así porque los ahorradores o los oferentes de fondos prestables exigen una prima para cubrirse ante la eventualidad de que inflación resulte más alta que la esperada. Aún es estos casos, debido a las diferentes percepciones que los participantes de los mercados financieros tienen sobre la inflación futura en un entorno de inestabilidad, la variabilidad de la inflación puede ocasionar una redistribución de la riqueza entre los ahorradores, los inversionistas y los intermediarios financieros.
Por otra parte, una de las manifestaciones más frecuentes en los mercados financieros del entorno de incertidumbre que está asociado con inflación alta y volátil es que se dificulta la planeación estratégica a largo plazo y resulta difícil distinguir las inversiones rentables a largo plazo de otras con carácter especulativo. Los plazos de inversión y ahorro se acortan y se limita el acceso al crédito a tasas de interés fijas a largo plazo.
Otro de los costos más evidentes de la inflación es que típicamente los salarios tienden a rezagarse respecto de los precios, lo que reduce el poder de compra de los salarios. Peor aún, la inflación actúa como un impuesto regresivo porque típicamente afecta a las personas de menores recursos, entre ellos los pensionados, ya que éstos tienen un menor acceso al sistema financiero y, por lo tanto, menores oportunidades para proteger el poder adquisitivo de sus ahorros.
De ahí la importancia del trabajo autónomo del Banco de México con el que en estos años se ha reducido la inflación sobre bases firmes, sin controles de precios y sin predeterminar el tipo de cambio.
Un entorno de inflación baja, estable y predecible contribuye en gran medida a crear un clima propicio para el ahorro de largo plazo, la inversión productiva, el aumento de la capacidad productiva, la creación de empleos de calidad y favorece una distribución más equitativa del ingreso y de la riqueza.

#### La política monetaria
La política monetaria que instrumenta el Banco de México básicamente tiene que ver con las tasas de interés. El objetivo inmediato del banco central es influir sobre el nivel de las tasas de interés en moneda nacional con el fin último de procurar un entorno de inflación baja, estable y predecible.
En particular, en el año 2000 el Banco de México decidió adoptar lo que se conoce como un esquema de “objetivos de inflación” para la formulación de su política monetaria. Actualmente, el Banco de México persigue de manera permanente un objetivo de largo que consiste en que la inflación anual se ubique en alrededor de 3%, con un intervalo de variabilidad de +/-1%. En otras palabras, que se mantenga estable entre 2 y 4%.
Para procurar que la inflación se mantenga en una trayectoria congruente con dicho objetivo de 3%, el Banco realiza operaciones de mercado abierto en el mercado interbancario adoptando como objetivo operacional una “tasa de interés objetivo” para la tasa de interés a un día en dicho mercado. El mercado interbancario a un día comprende las operaciones que los bancos comerciales realizan cuando se prestan dinero entre ellos a plazos de un día.
Con el fin de que la política monetaria sea lo más efectiva posible y para que sus modificaciones de política monetaria sean lo más predecibles posibles, el Banco de México establece al inicio de cada año un calendario de anuncios predeterminados sobre la tasa de interés objetivo. Actualmente, el Banco de México fija su objetivo para la tasa de interés 8 veces al año en los meses de enero a diciembre de acuerdo al calendario antes mencionado. Las decisiones de política monetaria persiguen como propósito que la inflación muestre una trayectoria congruente con el objetivo de inflación de 3%.
Por otra parte, a partir del último trimestre de 2008 el Banco de México publica sus pronósticos de inflación para los siguientes cuatro trimestres con el fin de dar mayor efectividad a la política monetaria. Cuando el Banco anuncia su tasa de interés objetivo, esto actúa como una señal a los participantes de los mercados financieros sobre la posible trayectoria de las tasas de interés en el futuro. Esto conduce a movimientos en otras tasas de interés de corto plazo y a cambios en los precios de los activos como los bonos públicos y privados, y las tasas de interés aplicables a las tarjetas de crédito, autofinanciamientos, créditos hipotecarios, financiamiento a empresas, etc. Esto da lugar a una serie de eventos que afectan al gasto de consumo de las familias, las ventas, la inversión, la producción, el empleo, los salarios, las expectativas de inflación, y finalmente, los precios al consumidor.
La economía tiene un límite a la cantidad de bienes y servicios que puede producir u ofrecer de manera sostenida en el largo plazo. Al Banco de México le preocupa que la demanda o gasto agregados sean excesivos o demasiado débiles en relación con el potencial productivo de la economía. Cuando la demanda agregada es mayor que el nivel de producción sostenible, surgen presiones para que la inflación comience a elevarse. Cuando el banco percibe que esto está sucediendo, trata de reducir la expansión de la demanda agregada mediante un aumento de su objetivo operacional para la tasa de interés.
La política monetaria no es una tarea fácil. En primer término, son muchas las variables que inciden sobre los precios. En segundo lugar, la política monetaria opera con rezagos que son inciertos y variables. En tercer lugar, el conocimiento de como las acciones de política monetaria se transmiten a los precios es imperfecto. Finalmente, toma tiempo para dichas acciones tengan un efecto sobre la inflación. Esto tiene como implicación que el banco central tiene que ser muy cauteloso en su diagnóstico sobre las presiones inflacionarias presentes y futuras, tratando de anticiparse a los hechos, con el fin de realmente estar en posibilidad de anclar el ritmo de crecimiento de los precios y las expectativas de inflación en un nivel bajo, estable y predecible. El reto para el Banco de México es consolidar la estabilidad de precios que tanto trabajo ha costado alcanzar. Esta es la única forma en que el Banco de México puede ganarse la confianza del público de que no reaparecerán brotes de inflación más adelante.

#### Política monetaria, crecimiento y empleo
Hay quienes no parecen estar conscientes de los alcances y limitaciones de la política monetaria y parecen estar dispuestos a tolerar la inflación, con la expectativa de que la política monetaria puede ser un medio para promover el crecimineto económico a largo plazo.
El progreso económico y social depende de cómo se organiza la sociedad para generar riqueza. En un sentido amplio, la capacidad para crear riqueza depende, fundamentalmente, de factores como la fortaleza de las instituciones, el respeto al estado de derecho, los contratos y a los derechos de propiedad, la productividad y la competitividad de las empresas, las ideas y la acumulación del conocimiento, la creatividad y la innovación, la capacitación y la inversión en capital humano y en investigación y desarrollo para generar y adoptar tecnologías de punta, la visión de largo plazo en los negocios, etc.
Más aún, la estabilidad de precios es una condición necesaria, más no suficiente, para el progreso económico y social. La expansión monetaria, por sí sola, no puede generar mayor riqueza y empleos. En el mejor de los casos, puede generar una expansión efímera de la producción, y que más temprano que tarde, puede desembocar en inflación y los costos asociados con este fenómeno. Por esta razón, la preponderancia de la estabilidad de precios como objetivo principal en la instrumentación de la política monetaria se sustenta en la firme convicción de que esta es la mejor contribución que un banco central puede hacer al desarrollo económico y el bienestar social del país.

## Autonomía del Banco de México
A principios de la década de los noventa, se inició una tendencia para modificar el marco legal de los bancos centrales con el propósito de concederles mayor independencia en su administración y/o en sus funciones. Esta tendencia obedeció principalmente al objetivo de que no estuvieran sujetos a presiones políticas de los gobiernos en turno y al reconocimiento de que la estabilidad financiera y de precios crea un entorno propicio para el desarrollo económico y elevar la calidad de vida de la población.
México y otras naciones de América Latina no fueron ajenas a estas tendencias. En el caso de los países de América Latina, padecieron crisis económicas y financieras caracterizadas por episodios de inflación alta y volátil, altas tasas de interés tanto en términos nominales y reales, contracciones de la producción, aumento del desempleo y una disminución sustancial del poder adquisitivo de los trabajadores. En consecuencia, es válido decir que la autonomía del Banco de México actúa como una salvaguarda contra la inflación alta y volátil y los episodios de inestabilidad financiera.
La reforma constitucional de 1993 que otorgó autonomía al Banco de México a partir de abril de 1994 se sustenta en tres pilares fundamentales. En primer lugar, ninguna autoridad puede obligarle a conceder crédito. De esta manera se evita que una expansión exagerada del crédito primario del banco central se convierta en fuente de presiones inflacionarias. De lo contrario, no podría haber certeza por parte de la población en el cumplimiento de su mandato de procurar un entorno de estabilidad, si el banco no tuviera la facultad exclusiva de decidir su propio crédito. La autonomía sirve para aislar a la política monetaria de las reiteradas demandas de diversos sectores de la sociedad para aumentar el gasto y, por ende, para prevenir un financiamiento inflacionario del gasto público.
Las decisiones de política monetaria se toman en forma colegiada por los integrantes de su Junta de Gobierno. El Banco de México también goza de independencia de criterio en la instrumentación de la política monetaria. Todos los votos tienen el mismo peso, de manera que la decisión no depende exclusivamente de una persona.
La Ley establece claramente las cualidades que deben tener las personas que sean propuestas para ser integrantes de la Junta de Gobierno. Las designaciones son hechas por el presidente de la República y deben ser aprobadas por el Senado o, en su caso, la Comisión Permanente del Congreso de la Unión.
Por otra parte, para que el Banco de México goce de memoria institucional y para aislarlo de presiones políticas, sus miembros sólo pueden ser removidos de sus cargos por causa grave. Y la designación de sus miembros está escalonada por periodos de manera tal que un mismo presidente sólo puede promover la designación de la mitad de sus miembros durante su administración.
El Banco de México también es autónomo en su gestión administrativa, lo cual también actúa como un dique contra presiones externas. La Ley establece los criterios para la elaboración y aprobación del presupuesto de la institución y sus procedimientos de auditoría.
La autonomía del Banco de México no es un cheque en blanco. Además de los criterios presupuestales y de auditoría a que está sujeto, el Banco de México está obligado a rendir informes al H. Congreso de la Unión y los miembros de su Junta de Gobierno pueden ser sujetos de juicio político. Sus funcionarios están sujetos a las obligaciones del Régimen de Responsabilidades aplicable a los servidores públicos.
Desde su creación, la autonomía del Banco de México ha sido ampliamente defendida por sus Gobernadores, destacando su principal mandato de mantener el valor de la moneda nacional. El doctor Agustín Carstens, quien fungió como mandatario del Banco Central entre 2010 y 2017, declaró en una entrevista en 2012, que "...la autonomía no quiere decir aislamiento. En la medida en que el Banco de México, respetando su mandato, puede coadyuvar con el resto del gobierno para que se de un mayor crecimiento y desarrollo económico, el Banco tendrá que actuar en esa dirección. Ahora si llega un momento en que tenemos que tomar una decisión difícil nos tenemos que guiar por nuestras prioridades y ésa es la inflación".
De la misma forma, el actual Gobernador del Banco de México, Alejandro Díaz de León, señaló en una entrevista del año 2018 para el medio especializado en economía Arena Pública algo similar, destacando que "el mandato y la autonomía del Banco tienen lugar en 1993, precisamente como una medida para tratar de evitar el mal uso de la emisión de dinero primario que se hizo en las décadas previas y que desencadenó en episodios de crisis muy dolorosos y lamentables y que la sociedad ha buscado evitar a toda costa. Precisamente este mandato surge de esa necesidad de evitar que la emisión de dinero primario se utilice con objetivos de corto plazo y ajenos a la estabilidad".

### Estabilidad financiera
Otra de las finalidades del Banco de México es la de promover el sano desarrollo del sistema financiero y propiciar el buen funcionamiento de los sistemas de pago. El Banco de México es el eje del sistema financiero del país. A la vez que un sistema financiero sano es la columna vertebral de una economía de mercado. La estabilidad financiera es una condición indispensable para el sano desarrollo del sistema financiero y el crecimiento económico del país. El Banco de México toma acciones para promover un sistema financiero competitivo que canalice eficientemente el ahorro de la sociedad hacia la inversión productiva.
El Banco, junto con otras autoridades financieras, también contribuye a la seguridad y sano desarrollo del sistema financiero. El Banco de México regula a las instituciones financieras del país con el propósito de garantizar que mantengan niveles apropiados de liquidez, capitalización y solvencia y que administren adecuadamente sus riesgos, con el fin de proteger los ahorros del público.
Un soporte fundamental para el desarrollo del sistema financiero es el buen funcionamiento de la infraestructura conocida como los sistemas de pago. Cotidianamente se llevan a cabo millones de transacciones u operaciones financieras entre individuos, empresas e intermediarios financieros. Todas estas transacciones conforman lo que se conoce como los sistemas de pago.
El mercado de valores (bonos), el mercado bursátil (acciones), el mercado de divisas, las compañías de seguros, afianzadoras, bancos y otras instituciones o intermediarios financieros son las redes o elementos que conforman el sistema financiero mexicano. Diariamente, las instituciones financieras del país intercambian entre ellas cheques y pagos electrónicos.
En su carácter de banco central, el Banco de México también presta dinero a los intermediaros financieros en situaciones de tensión financiera, con el fin de que los sistemas de pago funcionen ordenadamente sin alteraciones bruscas que pudieran poner en riesgo la liquidez o solvencia de los intermediarios y la confianza del público en el sistema financiero.
La idea es que las instituciones financieras tengan fondos suficientes para saldar sus cuentas. Esto evita que un problema de contagio se disemine a todo el sistema financiero, fenómeno al que se le conoce como riesgo sistémico. A medida que los mercados financieros se globalizan, el reto de mantener la estabilidad financiera ha adquirido mayor importancia.
Los sistemas de pago en México consisten de dos subsistemas muy importantes: (i) el Sistema de Pagos de Alto Valor (SPAV) y (ii) e sistema de compensación interbancaria.
El SPAV es supervisado y administrado por la Banco de México. Este sistema es utilizado por los principales intermediarios financieros, los cuales mantienen cuentas corrientes en el Banco de México. En dichas cuentas se registran los depósitos y retiros asociados con las operaciones de alto valor.
El Banco de México regula los sistemas de pago para las transacciones con cheque, tarjeta de débito, tarjeta de crédito y las transferencias electrónicas a fin de que sean seguros y expeditos. El Banco ha creado el SPEI para que en el portal de su banco, hogares y empresas puedan realizar transferencias electrónicas seguras y rápidas, a bajo costo. Asimismo, el Banco de México calcula y publica el CAT (Costo Anual Total) para que los usuarios de los servicios financieros puedan comparar el costo de los diversos productos y servicios que les ofrecen los bancos y otros intermediarios financieros. Recientemente, ha establecido restricciones sobre las comisiones que los bancos pueden cobrar a sus clientes a fin de promover la sana competencia entre las instituciones de crédito del país y para proteger los intereses de los usuarios de servicios financieros.
Actualmente el presidente Enrique Peña Nieto, propone una reforma financiera que otorgue un poder a la Comisión Nacional Bancaria de Valores, para que ésta se encargue de registrar un límite, en cuanto a las aportaciones de bonos gubernamentales, con el fin de que el capital que se esté obteniendo de dichas operaciones tengan como destino el aumento de crédito, dando a conocer cuál es la competencia existente, lo cual sirve de motivación a los bancos pequeños, para que sepan que aun existe la posibilidad de crecimiento.
Así mismo, se está encargando de crear diversas cuestiones, entre las que se encuentra
- Crear un sistema de quiebras. Un Sistema de Liquidación en caso de quiebra, que castigará hasta con 50 años de cárcel, Castigará conductas como la alteración de la contabilidad para esconder que una institución enfrenta riesgo de extinción; si por algún motivo llegará a interferir en cuanto a las decisiones tomadas, generando algún daño a la economía nacional. (los ahorradores tendrán preferencia sobre otros acreedores).
- Se establecerán límites en cuanto a la inversión extranjera en intermediarios bancarios, creando una Ley que tendrá como fin regular las agrupaciones financieras.
- La Creación del sistema arbitral en materia financiera.
- Registro Universal de créditos.

Estos dos últimos ayudando al fortalecimiento de la banca de desarrollo, así como a la Comisión Nacional para la defensa de los usuarios de las Instituciones Financieras.
Además propone:
- Fortalecer la banca de desarrollo, la Comisión Nacional Bancaria y de Valores, y la Comisión Nacional para la Defensa de los Usuarios de las Instituciones Financieras.
- Mejorar la ejecución de garantías.
- Sancionar prácticas anti-competitivas.
- Impulsar la movilidad de los créditos con el pago a la entidad de origen.
- Fomentar la inversión de capital de la banca de desarrollo hasta por tres años en empresas.
- La SHCP deberá aprobar los límites de endeudamiento de la banca de desarrollo. Las Sociedades Nacionales de Crédito deberán solicitar autorización de la Secretaría de Hacienda para los límites de endeudamiento neto externo e interno; financiamiento neto y los límites de intermediación financiera. Para efecto de lo anterior, Hacienda deberá dar a conocer los conceptos que integran la intermediación financiera en el Informe sobre la Situación Económica, las Finanzas Públicas y la Deuda Pública, que corresponda

Con el fin de que la banca comercial y de desarrollo tenga mejores servicios.
Esta reforma está compuesta por un paquete el cual contiene 14 decretos abarcando cambios a 38 leyes, originando un nuevo sistema judicial que nos impulsa a recuperar de una manera más rápida las inversiones en los bancos esto solo en caso de juicio.
La ley de instituciones de crédito tiene como fin establecer que las operaciones realizadas en las instituciones actúen de manera independiente y realizándose bajo los términos que se encuentran previstos por esta misma y por la ley del mercado de valores, sujetándose a ser vigilados e inspeccionados por la CNBV.
Entre otras cosas propone, que en cuanto la comisión federal de competencia llegue a detectar una práctica que incapacite el proceso de competencia y libre concurrencia, en materia sobre las tasas de interés, se otorgue la sanción correspondiente en conformidad en la ley que nos rige, notificando a la Secretaría de Hacienda y Crédito Público y al Banco de México.
También la obligación a cargo de las sofomes (sociedades anónimas cuyo objeto social principal es el otorgamiento de crédito) de mantener actualizada su información ante la Condusef, notificando cada vez que ocurra algún acto que modifique su situación jurídica o corporativa y, ante un incumplimiento de esta obligación, la Comisión podrá cancelar el registro de la entidad.
En cuanto a la Ley de Quiebras se plantea establecer un procedimiento, a través del cual las instituciones bancarias recuperen sus recursos en caso de un problema de insolvencia. Así mismo, contempla una estrategia para una debida rendición de cuentas.
Un punto relevante en esta iniciativa es el que se refiere a agregar el concepto de extinción de capital como causal de revocación de la autorización brindada a una institución bancaria. Esto provocará un proceso de liquidación judicial bancario.
Por otro lado, también propone cambiar el orden de preferencia en cuanto al pago en una liquidación administrativa, donde se dará prioridad a los ahorradores sobre cualquier figura acreedora de la institución.
Cabe mencionar, que promueve el castigo a comportamientos ilícitos, como la alteración en el área contable de una institución bancaria, donde intenten esconder que ésta se encuentra en el concepto de extinción de capital; también se castigará cuando se encuentren en un proceso de liquidación y pidan el reconocimiento de un crédito que no existe.

## Estructura

### Directores generales (1925-1994)
Cuando se fundó el Banco de México como Sociedad Anónima su dirección estaba a cargo de un consejo de administración. En 1982 con la nacionalización de la banca decretada por el presidente José López Portillo se modificó su personalidad jurídica al pasar a un organismo público descentralizado, por lo que el cargo de director general del Banco de México se integró como parte del Gabinete de México: en noviembre de 1982 se instituyó una junta de gobierno presidida por el secretario de Hacienda y Crédito Público e integrada con nueve miembros con sus respectivos suplentes designados directamente por el presidente de México.
| Director general (n-f)                 | Inicio                   | Fin                     | Secretario de Hacienda (Periodo)                                                                           | Presidente de México (Periodo)                                        |
| -------------------------------------- | ------------------------ | ----------------------- | --- | --------------------------------------------------------------------- |
| Alberto Mascareñas Navarro (1876–1944) | 1 de septiembre de 1925  | 25 de mayo de 1932      | Alberto J. Pani (1923-1927) Luis Montes de Oca (1927-1932)                                                 | Plutarco Elías Calles (1924-1928)                                     |
| Alberto Mascareñas Navarro (1876–1944) | 1 de septiembre de 1925  | 25 de mayo de 1932      | Alberto J. Pani (1923-1927) Luis Montes de Oca (1927-1932)                                                 | Emilio Portes Gil (1928-1930)                                         |
| Alberto Mascareñas Navarro (1876–1944) | 1 de septiembre de 1925  | 25 de mayo de 1932      | Alberto J. Pani (1923-1927) Luis Montes de Oca (1927-1932)                                                 | Pascual Ortiz Rubio (1930-1932)                                       |
| Agustín Rodríguez Cotera (1880-1963)   | 31 de mayo de 1932       | 17 de abril de 1935     | Alberto J. Pani (1932-1933) Plutarco Elías Calles (1933) Marte R. Gómez (1933-1934)                        |                                                                       |
| Agustín Rodríguez Cotera (1880-1963)   | 31 de mayo de 1932       | 17 de abril de 1935     | Alberto J. Pani (1932-1933) Plutarco Elías Calles (1933) Marte R. Gómez (1933-1934)                        | Abelardo L. Rodríguez (1932-1934)                                     |
| Agustín Rodríguez Cotera (1880-1963)   | 31 de mayo de 1932       | 17 de abril de 1935     | Narciso Bassols (1934-1935)                                                                                | Lázaro Cárdenas (1934-1940)                                           |
| Gonzalo Robles Fernández (1890-1980)   | 17 de abril de 1935      | 31 de diciembre de 1935 | Narciso Bassols (1934-1935)                                                                                | Lázaro Cárdenas (1934-1940)                                           |
| Luis Montes de Oca (1892-1958)         | 31 de diciembre de 1935  | 6 de septiembre de 1940 | Eduardo Suárez Aránzolo (1935-1946)                                                                        | Lázaro Cárdenas (1934-1940)                                           |
| Eduardo Villaseñor Ángeles (1896-1978) | 7 de septiembre de 1940  | 13 de diciembre de 1946 | Eduardo Suárez Aránzolo (1935-1946)                                                                        | Lázaro Cárdenas (1934-1940)                                           |
| Eduardo Villaseñor Ángeles (1896-1978) | 7 de septiembre de 1940  | 13 de diciembre de 1946 | Eduardo Suárez Aránzolo (1935-1946)                                                                        | Manuel Ávila Camacho (1940 - 1946)                                    |
| Carlos Novoa Rouvignac (1900-1980)     | 13 de diciembre de 1946  | 17 de noviembre de 1952 | Ramón Beteta Quintana (1946-1952)                                                                          | Miguel Alemán Valdés (1946-1952)                                      |
| Rodrigo Gómez Gómez (1897-1970)        | 3 de diciembre de 1952   | 14 de agosto de 1970    | Antonio Carrillo Flores (1952-1958) Antonio Ortiz Mena (1958-1970)                                         | Adolfo Ruiz Cortines (1952-1958)                                      |
| Rodrigo Gómez Gómez (1897-1970)        | 3 de diciembre de 1952   | 14 de agosto de 1970    | Antonio Carrillo Flores (1952-1958) Antonio Ortiz Mena (1958-1970)                                         | Adolfo López Mateos (1958-1964)                                       |
| Rodrigo Gómez Gómez (1897-1970)        | 3 de diciembre de 1952   | 14 de agosto de 1970    | Antonio Carrillo Flores (1952-1958) Antonio Ortiz Mena (1958-1970)                                         | Gustavo Díaz Ordaz (1964-1970)                                        |
| Ernesto Fernández Hurtado (1921-2010)  | 18 de septiembre de 1970 | 30 de noviembre de 1976 | Hugo B. Margáin (1970-1973) José López Portillo (1973-1975) Mario Ramón Beteta (1975-1976)                 | Luis Echeverría Álvarez (1970-1976)                                   |
| Gustavo Romero Kolbeck (1923-2008)     | 1 de diciembre de 1976   | 17 de marzo de 1982     | Julio Rodolfo Moctezuma (1976-1977) David Ibarra Muñoz (1977-1982)                                         | José López Portillo (1976-1982)                                       |
| Miguel Mancera Aguayo (1932)           | 17 de marzo de 1982      | 1 de septiembre de 1982 | Jesús Silva-Herzog Flores (1982)                                                                           | José López Portillo (1976-1982)                                       |
| Carlos Tello Macías (1938-2024)        | 1 de septiembre de 1982  | 30 de noviembre de 1982 | Jesús Silva-Herzog Flores (1982)                                                                           | José López Portillo (1976-1982)                                       |
| Miguel Mancera Aguayo (1932)           | 1 de diciembre de 1982   | 31 de marzo de 1994     | Jesús Silva-Herzog Flores (1982-1986) Gustavo Petricioli Iturbe (1986-1988) Pedro Aspe Armella (1988-1994) | Miguel de la Madrid (1982-1988) Carlos Salinas de Gortari (1988-1994) |

### Junta de Gobierno

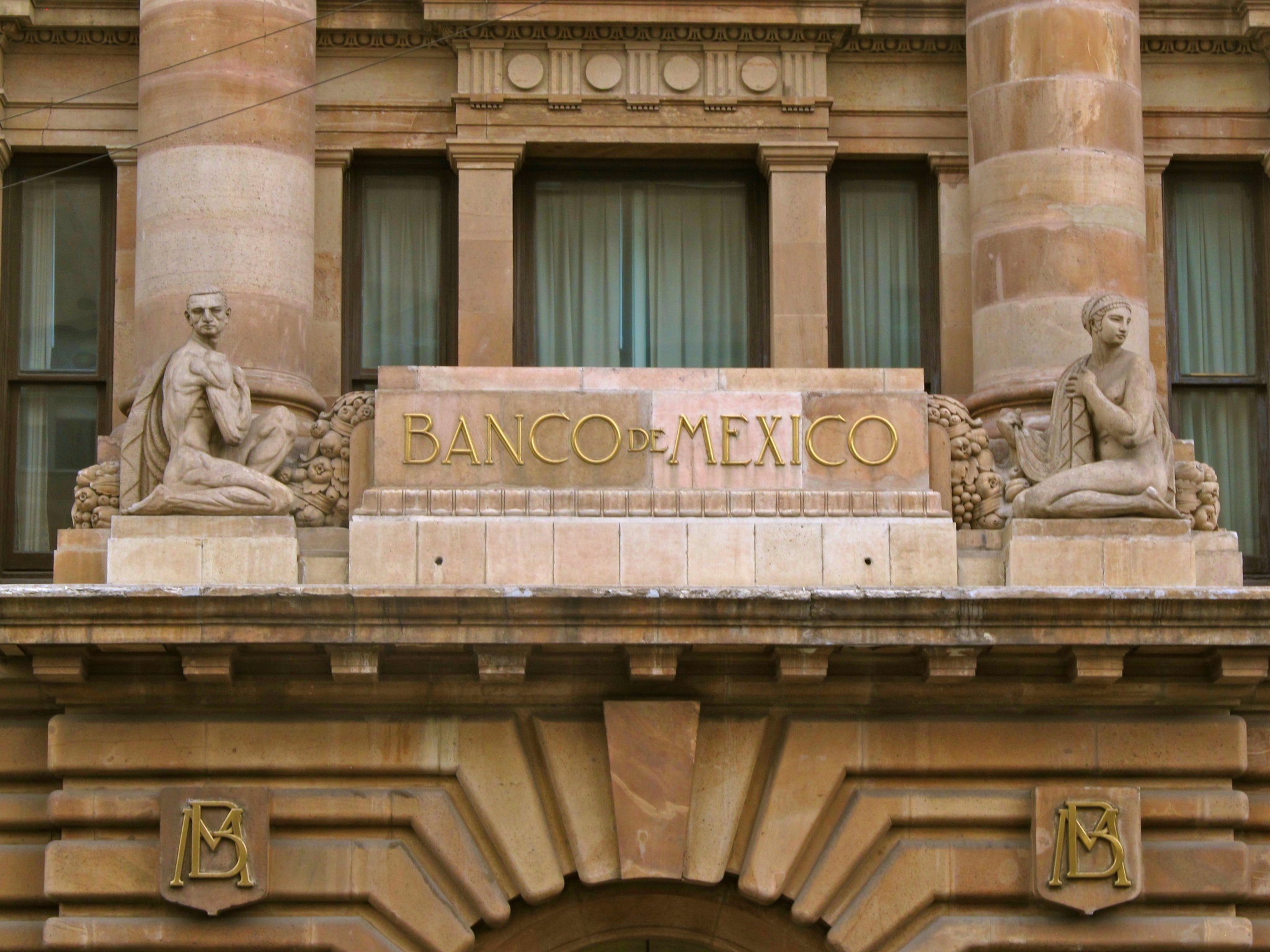
Fachada del edificio principal del Banco de México en Avenida Cinco de Mayo.

Con una reforma constitucional en 1993 se le otorgó la autonomía al Banco de México respecto al Gobierno Federal y se instituyó en un órgano constitucional autónomo con su Junta de Gobierno actual.
La Junta de Gobierno es el órgano encargado del ejercicio autónomo de las funciones y la administración del Banco de México. Está conformada por cinco miembros: el gobernador del Banco, quien preside la Junta por periodos de seis años, y cuatro subgobernadores con periodos escalonados de ocho años. Los miembros de la Junta de Gobierno pueden ser elegidos más de una vez, siempre y cuando no tengan más de sesenta y cinco años cumplidos en la fecha de inicio del periodo correspondiente.
Todos los integrantes son designados por el Presidente de México con la aprobación de la Cámara de Senadores o, en su caso, la Comisión Permanente del Congreso de la Unión. El periodo del Gobernador inicia el 1 de enero del cuarto año de cada administración presidencial, mientras que los periodos de los Subgobernadores se suceden cada dos años, iniciándose el primer, tercer y quinto año del periodo del Ejecutivo Federal.
A continuación, se presentan los integrantes que han formado parte de la Junta de Gobierno desde su conformación, el 1 de abril de 1994:

#### Conformación actual
| Nombre | Edad                            | Cargo          | Inicio               | Final                   | Grado de estudios | Propuesto por*              | Ref.   |
| --- | ------------------------------- | -------------- | -------------------- | ----------------------- | --- | --------------------------- | ------ |
| Victoria Rodríguez Ceja | 7 de octubre de 1977 (47 años)  | Gobernadora    | 1 de enero de 2023   | 31 de diciembre de 2027 | - Licenciatura en Economía — Instituto Tecnológico y de Estudios Superiores de Monterrey - Maestría en Economía — El Colegio de México | Andrés Manuel López Obrador | [ 21 ] |
| Jonathan Ernest Heath Constable | 13 de octubre de 1954 (70 años) | Subgobernador  | 23 de enero de 2019  | 31 de diciembre de 2026 | - Licenciatura en Economía — Universidad Anáhuac México - Maestría en Economía — Universidad de Pensilvania - Doctorado en Economía — Universidad de Pensilvania | Andrés Manuel López Obrador | [ 7 ]  |
| Galia Borja Gómez | 8 de octubre de 1976 (48 años)  | Subgobernadora | 1 de enero de 2021   | 31 de diciembre de 2028 | - Licenciatura en Matemáticas — Universidad Nacional Autónoma de México - Maestría en Matemáticas Aplicadas y Estadísticas — Universidad Estatal de Nueva York - Maestría en Economía y Políticas Públicas — Instituto Tecnológico y de Estudios Superiores de Monterrey | Andrés Manuel López Obrador | [ 8 ]  |
| Omar Mejía Castelazo | 1979 (46 años)                  | Subgobernador  | 18 de enero de 2023  | 31 de diciembre de 2030 | - Licenciatura en Economía — Universidad Nacional Autónoma de México - Especialidad en Economía Monetaria y Financiera — Universidad Nacional Autónoma de México | Andrés Manuel López Obrador | [ 22 ] |
| José Gabriel Cuadra García | 1968 (57 años)                  | Subgobernador  | 6 de febrero de 2025 | 31 de diciembre de 2032 | - Licenciatura en Ingeniería Industrial — Universidad Autónoma del Estado de Morelos - Licenciatura en Economía — Instituto Tecnológico Autónomo de México - Maestría en Economía — Universidad de Rochester - Doctorado en Economía — Universidad de Rochester          | Claudia Sheinbaum Pardo     | [ 23 ] |
| * Se refiere al nombramiento realizado por primera ocasión al cargo de subgobernador, sujeto a ratificación del Senado o la Comisión Permanente. |                                 |                |                      |                         | |                             |        |

#### Gobernadores anteriores (desde 1994)
| Nombre | Inicio                 | Final                   | Grado de estudios | Propuesto por*                                 |
| --- | ---------------------- | ----------------------- | --- | ---------------------------------------------- |
| Miguel Mancera Aguayo (1932) | 1 de abril de 1994     | 31 de diciembre de 1997 | - Licenciatura en Economía — Instituto Tecnológico Autónomo de México - Maestría en Economía — Universidad Yale                                                        | Carlos Salinas de Gortari Ernesto Zedillo      |
| Guillermo Ortiz Martínez (1948) | 1 de enero de 1998     | 31 de diciembre de 2009 | - Licenciatura en Economía — Universidad Nacional Autónoma de México - Maestría en Economía — Universidad Stanford - Doctorado en Economía — Universidad Stanford      | Ernesto Zedillo Vicente Fox Felipe Calderón    |
| Agustín Carstens Carstens (1958) | 1 de enero de 2010     | 30 de noviembre de 2017 | - Licenciatura en Economía — Instituto Tecnológico Autónomo de México - Maestría en Economía — Universidad de Chicago - Doctorado en Economía — Universidad de Chicago | Felipe Calderón Enrique Peña Nieto             |
| Alejandro Díaz de León (1969) | 1 de diciembre de 2017 | 31 de diciembre de 2021 | - Licenciatura en Economía — Instituto Tecnológico Autónomo de México - Maestría en Administración Pública y Privada — Universidad Yale                                | Enrique Peña Nieto Andrés Manuel López Obrador |
| * Se refiere al nombramiento realizado por primera ocasión al cargo de subgobernador, sujeto a ratificación del Senado o la Comisión Permanente. |                        |                         | |                                                |

#### Subgobernadores anteriores
| Subgobernador | Inicio                | Final                   | Grado de estudios | Propuesto por*              |
| --- | --------------------- | ----------------------- | --- | --------------------------- |
| Guillermo Prieto Fortún | 1 de abril de 1994    | 31 de diciembre de 1994 | - Licenciatura en Economía — Universidad Nacional Autónoma de México - Maestría en Administración de Empresas — Universidad Panamericana | Carlos Salinas de Gortari   |
| Ariel Buira y Seira | 1 de abril de 1994    | 31 de diciembre de 1996 | - Licenciatura en Economía — Universidad de Mánchester - Maestría en Economía — Universidad de Mánchester | Carlos Salinas de Gortari   |
| Jesús Marcos Yacamán | 1 de abril de 1994    | 31 de diciembre de 2006 | - Licenciatura en Economía — Universidad Autónoma de Nuevo León - Maestría en Economía — Universidad de Columbia - Doctorado en Economía — Universidad de Columbia                                                                                   | Carlos Salinas de Gortari   |
| Francisco Gil Díaz | 1 de abril de 1994    | 13 de diciembre de 1997 | - Licenciatura en Economía — Instituto Tecnológico Autónomo de México - Maestría en Economía — Universidad de Chicago - Doctorado en Economía — Universidad de Chicago                                                                               | Carlos Salinas de Gortari   |
| Guillermo Güémez García | 1 de enero de 1995    | 31 de diciembre de 2010 | - Licenciatura en Ingeniería Civil — Universidad Nacional Autónoma de México - Maestría en Economía — Universidad Stanford | Ernesto Zedillo             |
| José Julián Sidaoui Dib | 1 de enero de 1997    | 31 de diciembre de 2012 | - Licenciatura en Economía — Universidad de las Américas de Puebla - Maestría en Economía — Universidad de Pensilvania - Doctorado en Economía — Universidad George Washington                                                                       | Ernesto Zedillo             |
| Everardo Elizondo | 28 de enero de 1998   | 31 de diciembre de 2008 | - Licenciatura en Economía — Universidad Autónoma de Nuevo León - Maestría en Economía — Universidad de Wisconsin-Madison - Doctorado en Economía — Universidad de Wisconsin-Madison                                                                 | Ernesto Zedillo             |
| Roberto del Cueto Legaspi | 4 de julio de 2007    | 30 de noviembre de 2018 | - Licenciatura en Derecho — Escuela Libre de Derecho | Felipe Calderón             |
| Manuel Sánchez González | 27 de mayo de 2009    | 31 de diciembre de 2016 | - Licenciatura en Economía — Instituto Tecnológico y de Estudios Superiores de Monterrey - Maestría en Ciencias Económicas — Universidad de Misuri - Maestría en Economía — Universidad de Chicago - Doctorado en Economía — Universidad de Chicago  | Felipe Calderón             |
| Manuel Ramos Francia | 26 de abril de 2011   | 31 de diciembre de 2018 | - Licenciatura en Economía — Instituto Tecnológico Autónomo de México - Doctorado en Economía — Universidad Yale | Felipe Calderón             |
| Javier Guzmán Calafell | 14 de febrero de 2013 | 31 de diciembre de 2020 | - Licenciatura en Economía — Instituto Tecnológico Autónomo de México - Maestría en Economía — Univerisdad de Lovaina - Maestría en Economía — Universidad Yale                                                                                      | Enrique Peña Nieto          |
| Alejandro Díaz de León | 1 de enero de 2017    | 30 de noviembre de 2017 | - Licenciatura en Economía — Instituto Tecnológico Autónomo de México - Maestría en Administración Pública y Privada — Universidad Yale | Enrique Peña Nieto          |
| Irene Espinosa Cantellano | 24 de enero de 2018   | 31 de diciembre de 2024 | - Licenciatura en Economía — Instituto Tecnológico Autónomo de México - Especialidad en Preparación y Evaluación de Proyectos — Instituto Tecnológico Autónomo de México - Maestría en Políticas Públicas — Instituto Tecnológico Autónomo de México | Enrique Peña Nieto          |
| Gerardo Esquivel Hernández | 23 de enero de 2019   | 31 de diciembre de 2022 | - Licenciatura en Economía — Universidad Nacional Autónoma de México - Maestría en Economía — El Colegio de México - Doctorado en Economía — Universidad de Harvard                                                                                  | Andrés Manuel López Obrador |
| * Se refiere al nombramiento realizado por primera ocasión al cargo de subgobernador, sujeto a ratificación del Senado o la Comisión Permanente. |                       |                         | |                             |